# 埼玉県道370号北中曽根北大桑線
埼玉県道370号北中曽根北大桑線（さいたまけんどう370ごう きたなかぞねきたおおくわせん）は、埼玉県久喜市北中曽根と加須市北大桑を結ぶ一般県道である。

## 路線概要
久喜市・加須市境付近から北上し、大室交差点を経由せずに加須はなさき公園付近に向かう新道をつくる都市計画があり、現在の起点から北辻の交差点（埼玉県道151号久喜騎西線との北中曽根側の交点）はその一部分である。新道の開通区間に対する旧道は区画整理のため大部分が消滅した。以前は埼玉県道270号田上川端線という名称だった。
2019年（平成31年）3月2日15時より、埼玉県道151号久喜騎西線との交差点（大室（東）交差点）から現道と合流する二枚橋手前までが開通したことで久喜市菖蒲地区方面と花崎駅方面を往来することが可能になり、県道全体が一本の道路としてつながった。
ただし、東武伊勢崎線とは踏切で平面交差しているため、こちらにおいても通勤時間帯には混雑する。

## 起点・終点
- 起点：埼玉県道12号川越栗橋線（久喜市北中曽根）
- 終点：旧国道125号（加須市北大桑）
- 総距離：6,467m

## 地理

### 通過する自治体
- 埼玉県
  - 久喜市
  - 加須市

### 交差・接続する道路
| 交差する道路                         | 交差点名   | 所在地 | 所在地   |
| ------------------------------------ | ---------- | ------ | -------- |
| 埼玉県道12号川越栗橋線               | 北中曽根   | 久喜市 | 北中曽根 |
| 埼玉県道151号久喜騎西線              | 大室（東） | 加須市 | 大室     |
| 埼玉県道151号久喜騎西線バイパス      | 水深       | 加須市 | 水深     |
| 埼玉県道152号加須幸手線              | 大桑       | 加須市 | 南大桑   |
| （北大桑観音通り・旧国道125号）      | 北大桑     | 加須市 | 北大桑   |
| 埼玉県道346号砂原北大桑線 北川辺方面 |            |        |          |

### 交差する鉄道、河川、自動車道
- 東武伊勢崎線（踏切）
  - この踏切は花崎駅の近くにあり、かつ近隣（特に駅東側の1km以上の区間）に自動車が通行できる踏切や跨線橋（東北自動車道は除く）が存在しないことから、この踏切に自動車が集中するため頻繁に流れが滞る。なおこの踏切は過去に花崎事故が起きた踏切でもある。
- 東北自動車道（東北自動車道が高架、非接続）
- 葛西用水路

### 沿線の主な施設
| 施設                   | 所在地 | 所在地   |
| ---------------------- | ------ | -------- |
| 清久工業団地           | 久喜市 | 北中曽根 |
| 加須はなさき公園       | 加須市 | 水深     |
| 加須市立加須東中学校   | 加須市 | 花崎     |
| 花崎駅（東武伊勢崎線） | 加須市 | 花崎     |
| 花崎北公園             | 加須市 | 花崎北   |
| 加須市立大桑小学校     | 加須市 | 南大桑   |
| 旧門井館跡             | 加須市 | 南大桑   |
| 加須流通業務団地       | 加須市 | 南大桑   |

## ギャラリー

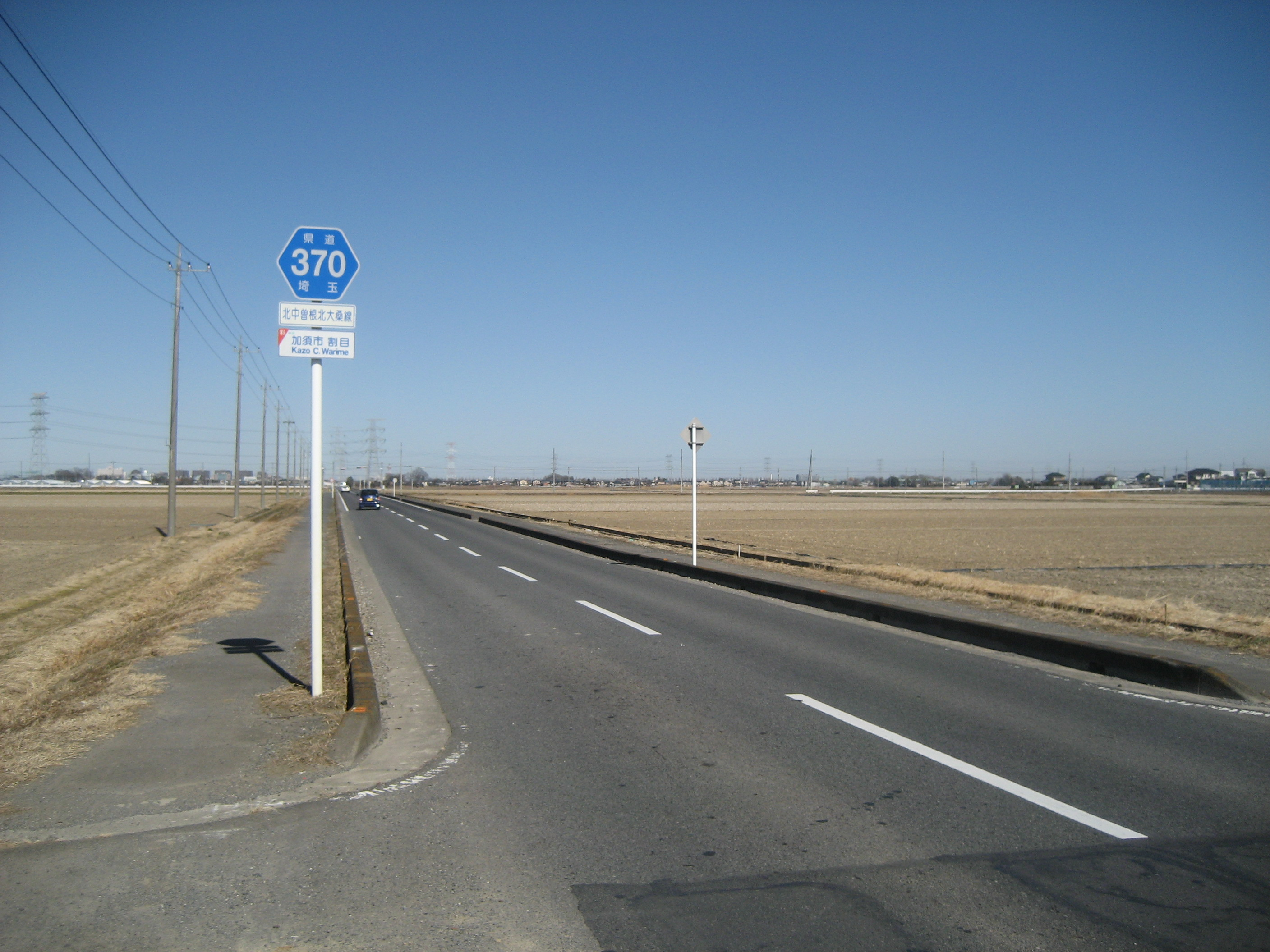
加須市割目付近
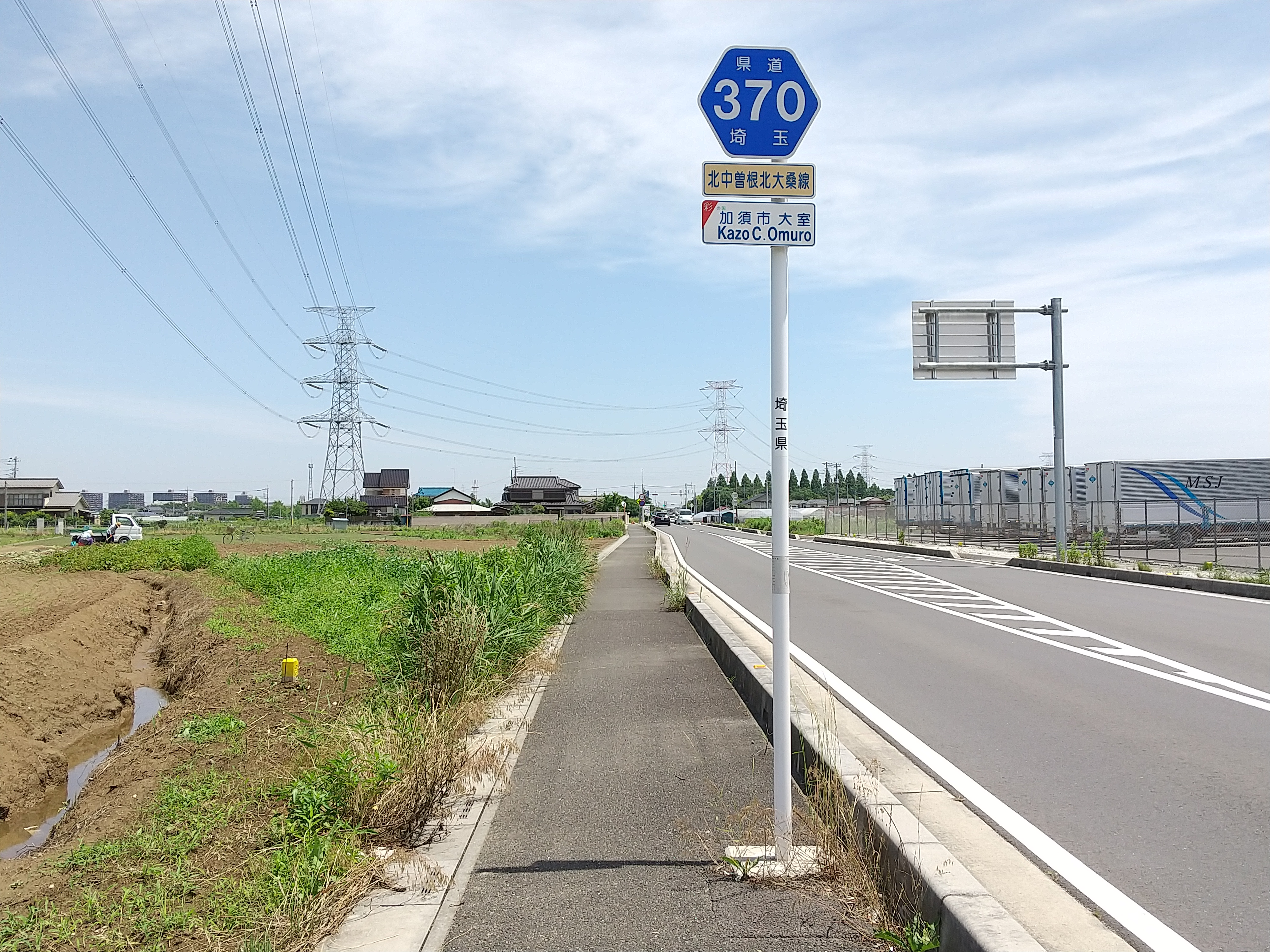
加須市大室付近
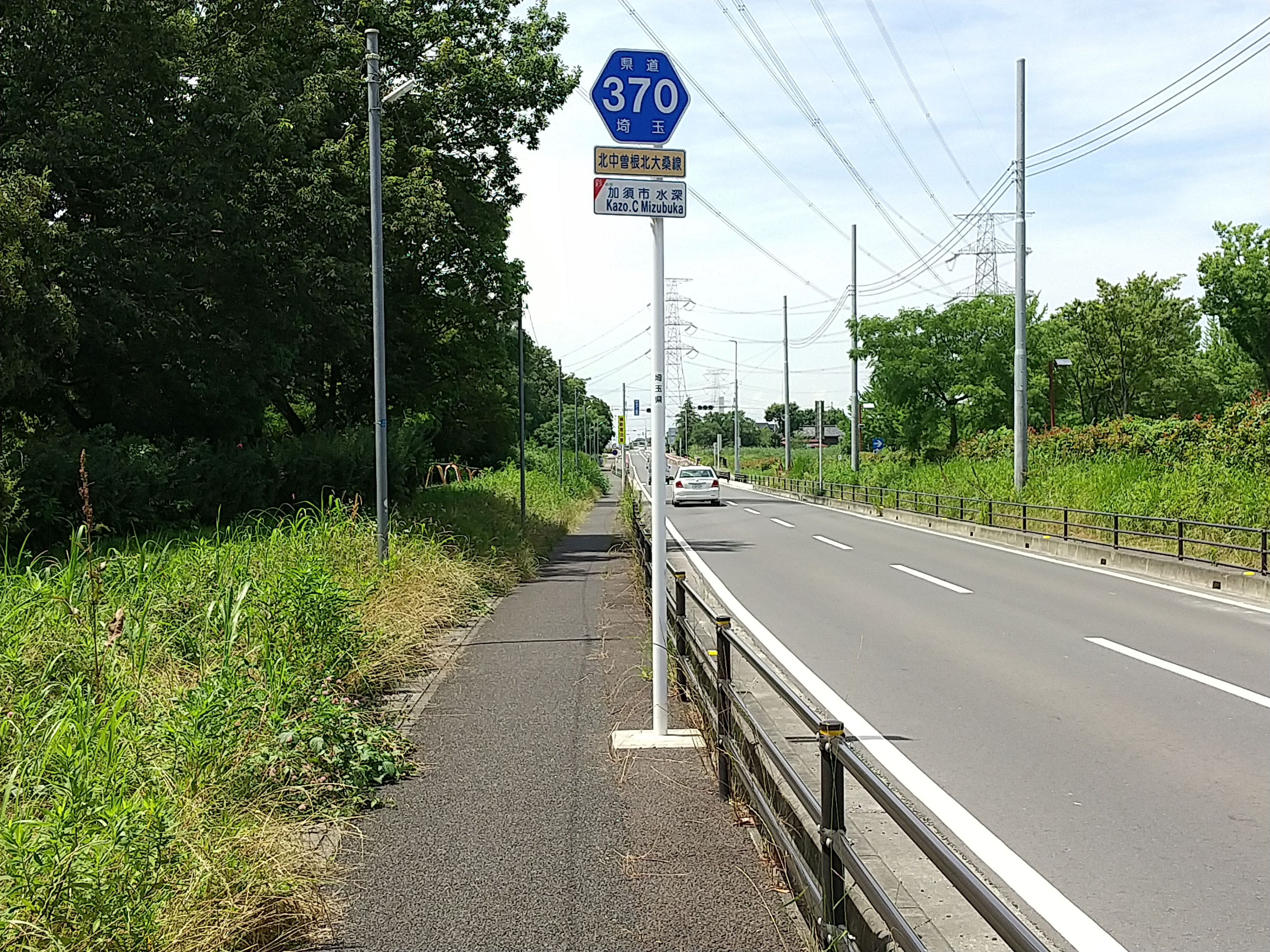
加須市水深付近
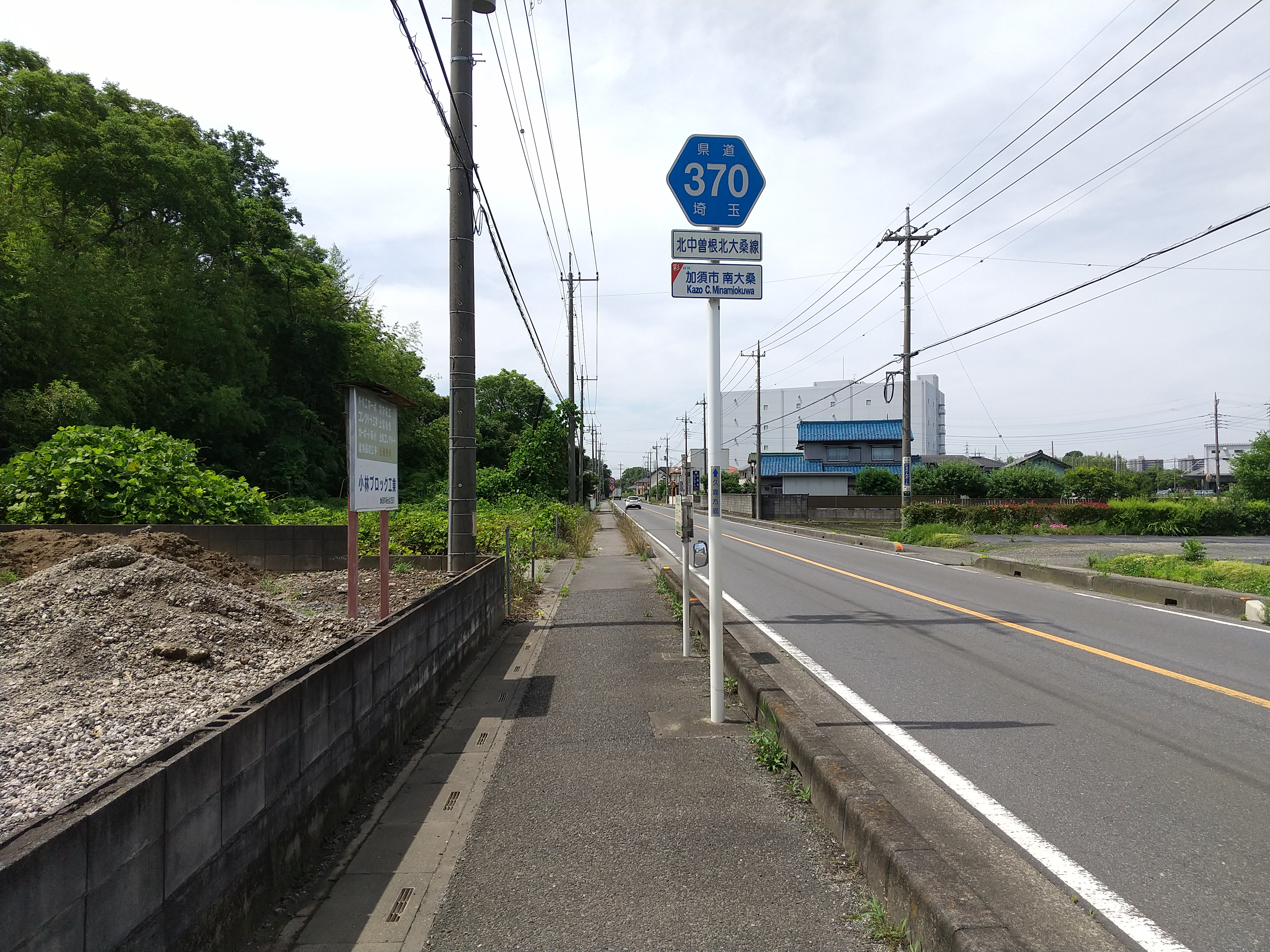
加須市南大桑付近